# جان-جاك بليس
جان-جاك بليس هو محامي وسياسي كندي، ولد في 27 يونيو 1940. نشط حزبياً في الحزب الليبرالي الكندي. وقد انتخب عضو مجلس العموم الكندي.